# Вила-Флор (Риу-Гранди-ду-Норти)
Вила-Флор (порт. Vila Flor) — населённый пункт и муниципалитет в Бразилии, входит в штат Риу-Гранди-ду-Норти. Составная часть мезорегиона Восток штата Риу-Гранди-ду-Норти. Входит в экономико-статистический микрорегион Литорал-Сул. Население составляет 2699 человек на 2006 год. Занимает площадь 47,656 км². Плотность населения — 56,6 чел./км².

## История
Город основан 31 декабря 1963 года.

## Статистика
- Валовой внутренний продукт на 2003 год составляет 8 197 934,00 реалов (данные: Бразильский институт географии и статистики).
- Валовой внутренний продукт на душу населения на 2003 год составляет 3128,98 реалов (данные: Бразильский институт географии и статистики).
- Индекс развития человеческого потенциала на 2000 год составляет 0,639 (данные: Программа развития ООН).